# Mary Steenburgen
Mary Nell Steenburgen (ur. 8 lutego 1953 w Newport) – amerykańska aktorka i producentka filmowa.
Laureatka Oscara dla najlepszej aktorki drugoplanowej za rolę Lyndi Dummar w komediodramacie Jonathana Demme’a Melvin i Howard (1980).
16 grudnia 2009 otrzymała własną gwiazdę w Alei Gwiazd w Los Angeles znajdującą się przy 7021 Hollywood Boulevard.

## Życiorys
Urodziła się w Newport w Arkansas jako córka Nellie Mae (z domu Wall, 1923–2010), sekretarki szkoły, i Maurice’a Hoffmana Steenburgena (1914–1989), konduktora pociągu towarowego, który pracował w Missouri Pacific Railroad. Ma siostrę, Nancy (Steenburgen) Kelly, nauczycielkę. Jest pochodzenia holenderskiego, angielskiego, szkockiego i walijskiego. W 1971 studiowała na wydziale teatralnym w Hendrix College w Conway. Studiowała aktorstwo w Neighborhood Playhouse.
Pracowała jako kelnerka, zanim zadebiutowała na ekranie w roli Julii Tate u boku Jacka Nicholsona w jego westernie Idąc na południe (Goin' South, 1978). W dramacie Miloša Formana Ragtime (1981) wystąpiła w roli matki. W komedii Woody’ego Allena Seks nocy letniej (A Midsummer Night’s Sex Comedy, 1982) została obsadzona w roli zmysłowej, tajemniczej i inteligentnej Adrian, żony głównego bohatera. W melodramacie biograficznym Moje Cross Creek (Cross Creek, 1983) stworzyła postać Marjorie Kinnan Rawlings, autorki Roczniaka i wielu książek przepojonych miłością do przyrody. Była też uroczą bohaterką Phoebe Craddock w komedii Arthura Hillera Romantyczna komedia (Romantic Comedy, 1983) u boku Dudleya Moore’a. W odcinku baśniowego serialu CBS Czerwony Kapturek (Faerie Tale Theatre: Little Red Riding Hood, 1983) z Malcolmem McDowellem w roli wilka i Diane Ladd w roli matki wystąpiła jako tytułowa bohaterka Mary. Zagrała postać Nicole Warren Diver w miniserialu Showtime Czuła jest noc (Tender Is the Night, 1985) na podstawie powieści F. Scotta Fitzgeralda Czuła jest noc u boku Petera Straussa i Sean Young. Pierwotnie miała wystąpić w filmie Synalek, lecz ostatecznie jej miejsce zajęła Wendy Crewson.

## Życie prywatne
29 września 1980 zawarła związek małżeński z aktorem Malcolmem McDowellem, którego poznała na planie filmu Podróż w czasie (1979). Mają córkę Lilly Amandę (ur. 21 stycznia 1981) i syna Charlesa Malcolma (ur. 10 lipca 1983). Po dziesięciu latach, 1 października 1990 małżeństwo zakończyło się rozwodem. 7 października 1995 wyszła za mąż za aktora Teda Dansona, którego poznała na planie filmu Pontiakiem na Księżyc (1994). Para wystąpiła razem w serialach komediowych Ink (1996) i Podróże Guliwera (1996) oraz w dreszczowcu Rozmowy z zaświatami (2002).

## Filmy fabularne
- 1978: Idąc na południe (Goin' South) jako Julia Tate
- 1979: Podróż w czasie (Time After Time) jako Amy Robbins
- 1980: Melvin i Howard (Melvin and Howard) jako Lynda Dummar
- 1981: Ragtime jako matka
- 1982: Seks nocy letniej (A Midsummer Night's Sex Comedy) jako Adrian
- 1983: Romantyczna komedia (Romantic Comedy) jako Phoebe Craddock
- 1983: Moje Cross Creek (Cross Creek) jako Marjorie Kinnan Rawlings
- 1985: Magiczne święta (One Magic Christmas) jako Ginny Grainger
- 1987: Śmiertelnie mroźna zima (Dead of Winter) jako Julie Rose[10]
- 1987: Sierpniowe wieloryby (The Whales of August) jako młoda Sarah
- 1987: Koniec linii (End of the Line) jako Rose Pickett
- 1988: The Attic: The Hiding of Anne Frank jako Miep Gies
- 1989: Spokojnie, tatuśku (Parenthood) jako Karen Buckman
- 1989: Miss fajerwerków (Miss Firecracker) jako Elain Rutledge
- 1990: Długo droga do domu (The Long Walk Home jako narrator (głos)
- 1990: Powrót do przyszłości III (Back to the Future Part III) jako Clara Clayton
- 1991: Żona rzeźnika (The Butcher's Wife) jako Stella Keefover
- 1993: Co gryzie Gilberta Grape’a (What’s Eating Gilbert Grape) jako Betty Carver
- 1993: Filadelfia (Philadelphia) jako Belinda Conine
- 1994: Pontiakiem na Księżyc (Pontiac Moon) jako Katherine Bellamy
- 1994: The Gift jako Catherine
- 1994: To rodzinne (It Runs in the Family) jako pani Parker
- 1994: Clifford jako Sara Davis
- 1995: Zagadka Powdera (Powder) jako Jessie Caldwell
- 1995: Nixon jako Hannah Nixon
- 1995: Harfa traw (The Grass Harp) jako siostra Ida
- 1995: Moja rodzina (My Family) jako Gloria
- 1996: Podróże Guliwera (Gulliver's Travels) jako Mary Gulliver
- 1998: Życie Sary (About Sarah) jako Sarah
- 1999: Arka Noego (Noah's Ark) jako Naamah
- 2000: Piknik (Picnic) jako Rosemary Sydney
- 2001: Życie jak dom (Life as a House) jako Colleen
- 2001: Łabędzie nutki (The Trumpet of the Swan) jako matka (głos)
- 2001: Niczyje dziecko (Nobody's Baby) jako Estelle
- 2001: Jestem Sam (I Am Sam) jako doktor Blake
- 2002: Zgiń, przepadnij! (Wish You Were Dead) jako Sally Rider
- 2002: Rozmowy z zaświatami (Living with the Dead) jako detektyw Karen Condrin
- 2002: Miasto słońca (Sunshine State) jako Francine Pinkney
- 2003: Dom nadziei (Hope Springs) jako Joanie Fisher
- 2003: Elf jako Emily
- 2003: Dom nadziei (Casa de Los Babys) jako Gayle
- 2004: Dziewczyna na Kapitolu (Capital City) jako Elaine Summer
- 2004: It Must Be Love jako Clem Gazelle
- 2005: Marilyn Hotchkiss' Ballroom Dancing and Charm School Marienne Hotchkiss
- 2006: Siedem żyć (The Dead Girl) jako mama Leah
- 2006: Inland Empire jako gość #2
- 2007: Nobel Son jako Sarah Michaelson
- 2007: Odważna (The Brave One) jako Carol
- 2007: Elvis and Anabelle jako Geneva
- 2007: Reinventing the Wheelers jako Claire Wheeler
- 2007: Honeydripper jako Amanda Winship
- 2007: Facet, który się zawiesił (Numb) jako dr Cheryl Blaine
- 2008: Bracia przyrodni (Step Brothers) jako Nancy Huff
- 2008: Cztery Gwiazdki (Four Christmases) jako mama Kate
- 2009: Na drodze do szczęścia (The Open Road) jako Katherine
- 2009: Narzeczony mimo woli (The Proposal) jako Grace Paxton
- 2009: Słyszeliście o Morganach? (Did You Hear About the Morgans?) Emma Wheeler
- 2009: Pościg we mgle (In the Electric Mist) jako Bootsie Robicheaux
- 2009: Happiness Isn't Everything jako Audrey Veill
- 2010: Dirty Girl jako Peggy
- 2010: Weird: The Al Yankovic Story jako pani Yankovic
- 2010: Southern Discomfort
- 2011: Outlaw Country jako Anastasia Lee
- 2011: Służące (The Help) jako Elain Stein
- 2011: Keepin' It Real Estate jako Claire
- 2011: Fight for Your Right Revisited jako patronka kawiarni
- 2013: Last Vegas jako Diana
- 2018: Pozycja obowiązkowa (Book Club) jako Carol

## Seriale
- 1983: Faerie Tale Theatre jako Mary
- 1985: Czuła jest noc (Tender Is the Night) jako Nicole Warren Diver
- 1991–1992: Powrót do przyszłości (Back to the Future) Clara Clayton Brown (głos)
- 1995: Frasier jako Marjorie (głos)
- 1996–1997: Ink jako Kate Montgomery
- 2002: Prawo i bezprawie (Law & Order: Special Victims Unit) jako Grace Rinato
- 2003–2005: Joan z Arkadii (Joan of Arcadia) jako Helen Girardi
- 2004: Jak pan może, panie doktorze? (Becker) jako pacjentka
- 2011: Bored to Death jako Josephine
- 2011–2013: Wilfred jako Catherine

## Producent wykonawczy
- 1987: Koniec linii (End of the Line)
- 1996–1997: Ink
- 2006: Bye Bye Benjamin

## Nagrody
| Rok  | Nagroda                                                | Kategoria                                             | Film                   |
| ---- | ------------------------------------------------------ | ----------------------------------------------------- | ---------------------- |
| 1980 | Nagroda Saturn                                         | Najlepsza aktorka                                     | Podróż w czasie (1979) |
| 1980 | Nagroda Stowarzyszenia Nowojorskich Krytyków Filmowych | Najlepsza aktorka drugoplanowa                        | Melvin i Howard (1980) |
| 1981 | Złoty Glob                                             | Najlepsza aktorka drugoplanowa                        | Melvin i Howard (1980) |
| 1981 | Oscar                                                  | Najlepsza aktorka drugoplanowa                        | Melvin i Howard (1980) |
| 2004 | Nagroda Satelita                                       | Najlepsza aktorka drugoplanowa w serialu dramatycznym | Joan z Arkadii (2003)  |
| 1969 | National Board of Review                               | Najlepszy aktor                                       | Charly (1971)          |
| 1969 | Nagroda Akademii Filmowej                              | Najlepszy aktor                                       | Charly (1971)          |